# Krka (rzeka w Chorwacji)
Krka – rzeka w zachodniej Chorwacji (Dalmacji), spływająca z Gór Dynarskich do Morza Adriatyckiego w okolicy miasta Szybenik. Długość: 73 km, średni przepływ przy ujściu: 50 m³/s. Na rzece znajdują się kaskadowe hydroelektrownie.
Na rzece, uważanej za najpiękniejszą rzekę krasową Chorwacji, znajduje się jeden z parków narodowych Chorwacji – Park Narodowy Krka (Nacionalni Park Krka). Obejmuje swoim terenem dolny bieg rzeki Krka, od miejscowości Trosenj i Necven aż po jej ujście do Morza Adriatyckiego w okolicy Szybeniku. Jego powierzchnia wynosi 109 km².
Głębokie wąwozy wrzynają się tu w wapienne skały i razem z licznymi jeziorami i wodospadami tworzą ciekawe widoki. Główną atrakcję stanowi siedem wodospadów: Bilusić buk, Prljen buk, Manojlovac, Rošnjak, Miljacka slap,  Roški slap i największy oraz najsłynniejszy z nich – Skradinski buk o łącznej wysokości ponad 45 m.